# Typhlobrixia namorokensis
Typhlobrixia namorokensis är en insektsart som beskrevs av Synave 1953. Typhlobrixia namorokensis ingår i släktet Typhlobrixia och familjen kilstritar. Inga underarter finns listade i Catalogue of Life.